# La Chapelle (Anthisnes)

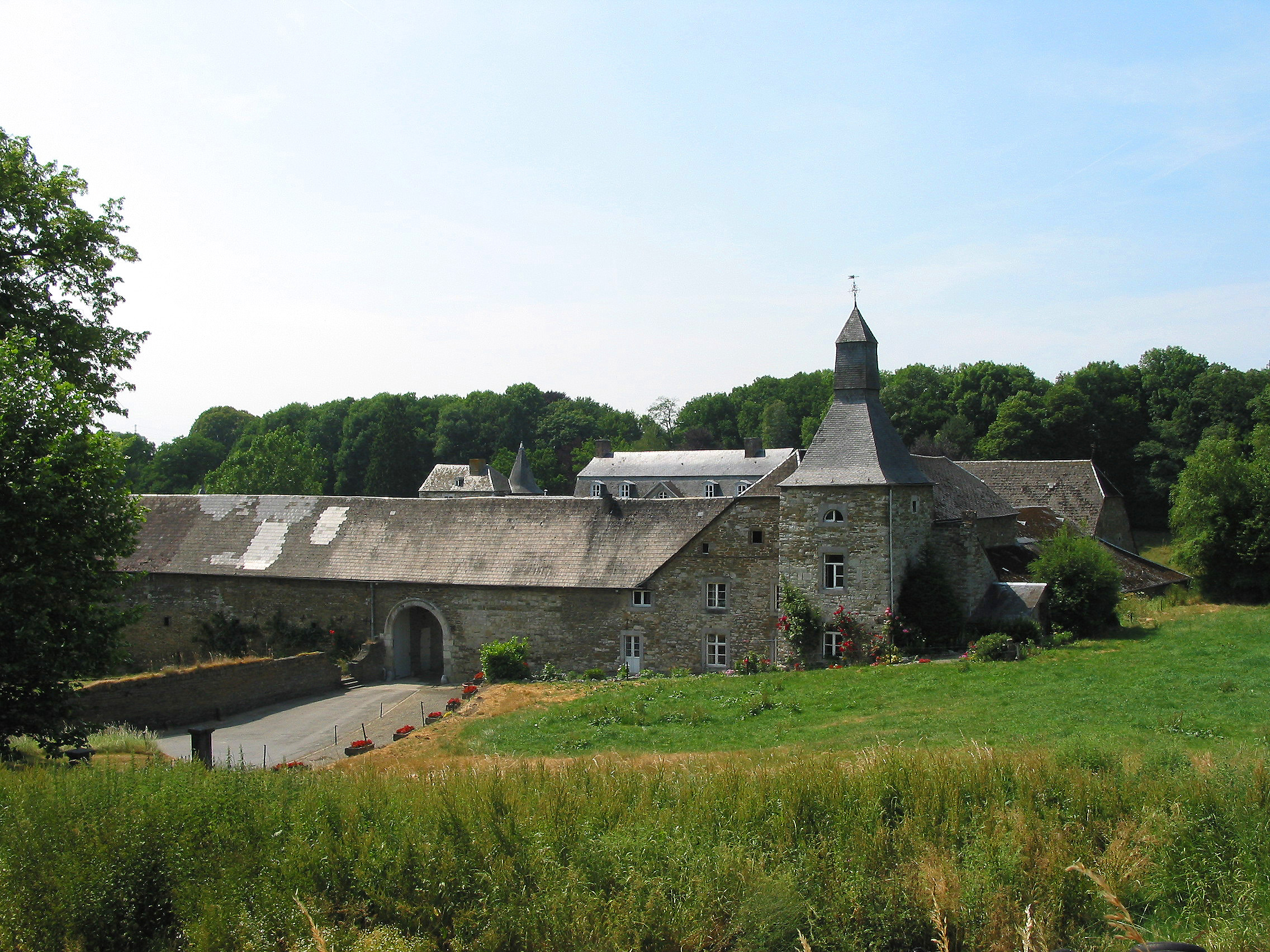
Kasteelboerderij de la Chapelle

Kasteelboerderij de la Chapelle is een kasteel in de gemeente Anthisnes (Provincie Luik, België) dat deel uitmaakte van de bezittingen van het Hertogdom Limburg als een van de Seigneuries d'au-delà des bois.